# Alla Poegatsjova
Alla Borisovna Poegatsjova (Russisch: Алла Борисовна Пугачёва) (Moskou, 15 april 1949) is een Russisch popzangeres en actrice. Ze wordt beschouwd als een van de bekendste en succesvolste Russische zangeressen van haar tijd. Haar grootste hit is Million Alykh Roz uit 1982.

## Carrière

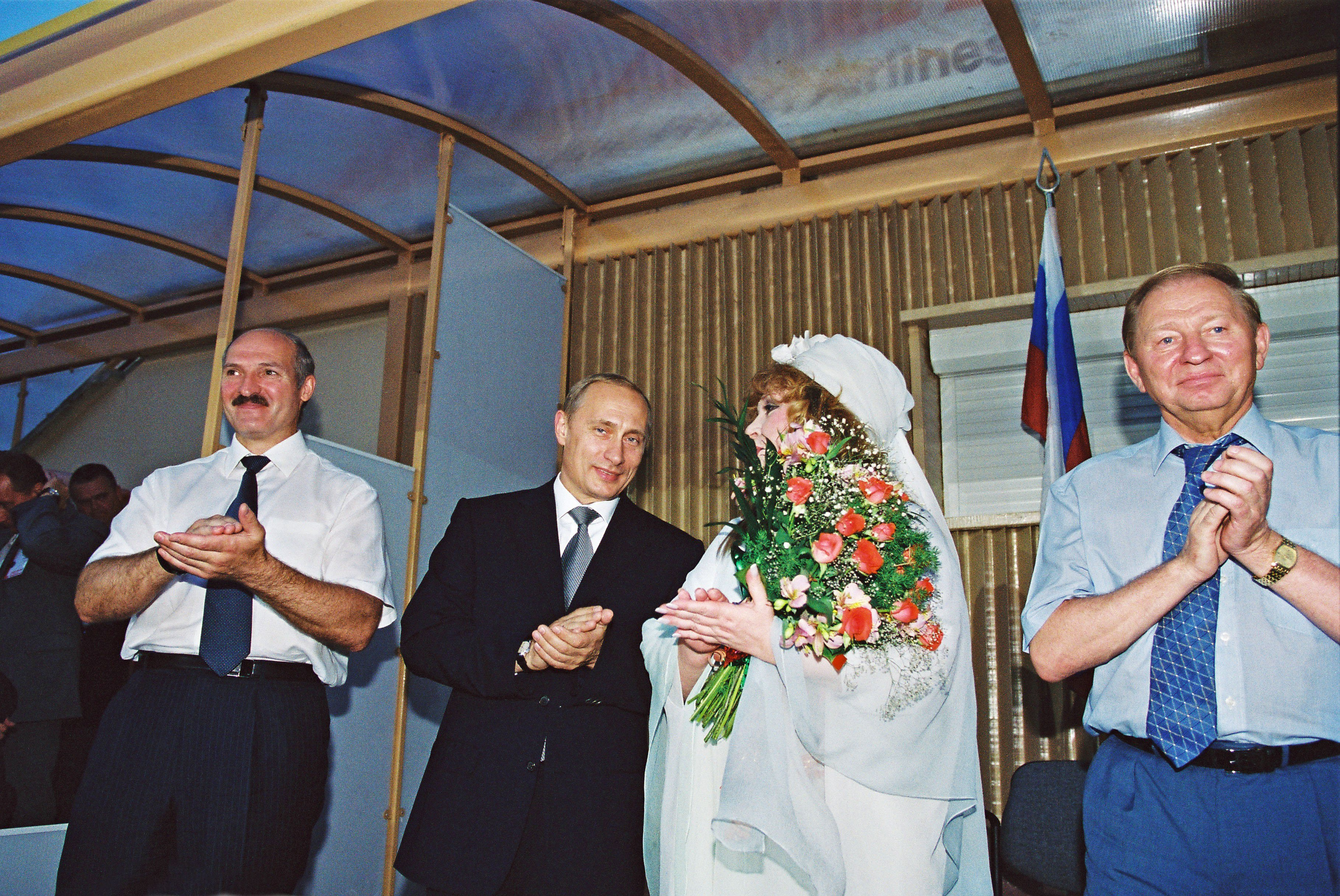
Alla Poegatsjova in 2001 met drie staatshoofden: v.l.n.r. Aleksandr Loekasjenko (Wit-Rusland), Vladimir Poetin (Rusland) en Leonid Koetsjma (Oekraïne).

Haar carrière begon in 1965, met de single Robot, die veel werd gedraaid op de Sovjet-staatsradio. Vanaf 1966 begon Poegatsjova met tournees. Ze speelde piano en was zangeres bij veel groepen. Tussen 1977 en 1980 maakte ze deel uit van de groep Ritm en in 1977 speelde ze de hoofdrol in de film Zjensjtsjina, kotoraja pojot (De vrouw die zingt). De film was zeer populair en werd in de Sovjet-Unie door 55 miljoen mensen bezocht. In 1978 behaalde ze de eerste prijs op het tweede Intervisiesongfestival (Sopot Festival) met het nummer Все Могут Короли (Vsië mogoet koroli, Koningen mogen alles). Hierdoor kwam haar carrière in een stroomversnelling.
Ze ontving veel staatsprijzen en speelde veel hoofdrollen. Ze trad ook in het buitenland op, in het bijzonder in Zweden. Na het uiteenvallen van de Sovjet-Unie begon Poegatsjova een parfumlijn, een radiostation en een schoenenlijn. Ze vertegenwoordigde Rusland op het Eurovisiesongfestival 1997 en werd 15e met 33 punten.
Ze verkocht honderden miljoenen platen; haar vermogen wordt geschat op enkele tientallen miljoenen US-dollars. Alla Poegatsjova is altijd een geliefd onderwerp voor de boulevardpers geweest vanwege haar vijf huwelijken en talrijke affaires. Sinds 2011 is haar echtgenoot de in 1976 geboren komiek Maxim Galkin, met wie ze een muzikaal duo vormt en tv-programma's presenteerde.

## Kritiek op Oekraïense oorlog
In september 2022 trok Poegatsjova de aandacht met een verklaring naar aanleiding van de Russisch-Oekraïense Oorlog. Op haar Instagrampagina (3,4 miljoen volgers) schreef ze vrede te willen voor haar moederland en "een einde aan de dood van onze jongens voor fictieve doelen in een oorlog die van Rusland een paria maakt". Ze deed dit als publieke persoonlijkheid op een moment waarop kritische geluiden over dit onderwerp doorgaans met repressie door de autoriteiten werden beantwoord. De aanleiding was het feit dat haar echtgenoot Maxim Galkin, die zich ook kritisch had uitgelaten over de oorlog, tot "buitenlands agent" en dus staatsgevaarlijk was verklaard. Volgens de onafhankelijke, in Letland gevestigde Russische nieuwssite Meduza begonnen de Russische autoriteiten een onderzoek naar Poegatsjova omdat haar uitlatingen op Instagram het leger in diskrediet zouden hebben gebracht. Westerse waarnemers merkten op dat Poegatsjova al tientallen jaren zo populair was in Rusland, dat haar kritiek kon worden opgevat als een "gevoelige tik" voor president Vladimir Poetin, die zijn warme band met haar bij veel gelegenheden had gedemonstreerd.